# Норвегия на зимних Олимпийских играх 1984
Норвегия принимала участие в XIV Зимних Олимпийских играх, проходивших в Сараево, Югославия, где завоевала 9 медалей, из которых 3 золотых, 2 серебряных и 4 бронзовых. Сборную страны представляли 58 спортсменов (50 мужчин, 8 женщин), выступавших в 8 видах спорта.

## Медалисты

### Золото
- Том Сандберг — лыжное двоеборье, личное первенство.
- Ингер Хелен Нюбротен, Анне Ярен, Бритт Петтерсен и Берит Эунли — лыжные гонки, эстафета, 4 х 5 км.
- Эйрик Квальфосс — биатлон, спринт, 10 км.

### Серебро
- Одд Лирус, Эйрик Квальфосс, Рольф Сторсвеен и Хелл Сёбак — биатлон, эстафета, 4 х 7,5 км.
- Берит Эунли — лыжные гонки, короткая дистанция, 5 км.

### Бронза
- Эйрик Квальфосс — биатлон, индивидуальная гонка, 20 км.
- Кай Арне Энгельстад — конькобежный спорт, 1 000 м.
- Бритт Петтерсен — лыжные гонки, 10 км.
- Анне Ярен — , 20 км.